# Dario Binetti
Dario Binetti (Brindisi, 29 marzo 1964) è un artista e fotografo italiano la cui ricerca si sviluppa principalmente attraverso l’uso espressivo del bianco e nero, talvolta "contaminato" dal colore e dall'uso di tecniche miste di stampa, grazie ad un linguaggio che unisce la fotografia digitale alla sperimentazione materica e concettuale.

## Biografia
Laureatosi in Scienze dell’Informazione presso l’Università di Bari nel 1986, si è formato parallelamente nell’ambito fotografico, approfondendo sin dagli anni Ottanta le tecniche di camera oscura e la stampa tradizionale analogica. Il suo approccio è da subito improntato ad un rigore formale e ad un’indagine poetica dei luoghi, dei corpi e degli stati interiori.
Dopo una prima serie di sperimentazioni visive, nel 1992 presenta la sua prima mostra personale, Vivere fra i Sassi, dedicata a Matera e ai suoi rioni storici, in un momento in cui la città non era ancora protagonista del riscatto culturale internazionale, che l'avrebbe portata a diventare Capitale europea della cultura nel 2019.
Nel corso degli anni Novanta prende parte a diversi workshop formativi condotti da maestri della fotografia, quali Gianni Berengo Gardin, Letizia Battaglia, Ferdinando Scianna e Wim Wenders. In questo periodo avvia collaborazioni con istituzioni culturali come la Fondazione Italiana per la Fotografia e Il Giornale dell'Arte, e partecipa a conferenze e incontri presso centri culturali e fondazioni, tra cui la Fondazione Agnelli di Torino. L’attenzione alla dimensione del racconto fotografico lo porta a elaborare progetti seriali, con un taglio autoriale fortemente riconoscibile.

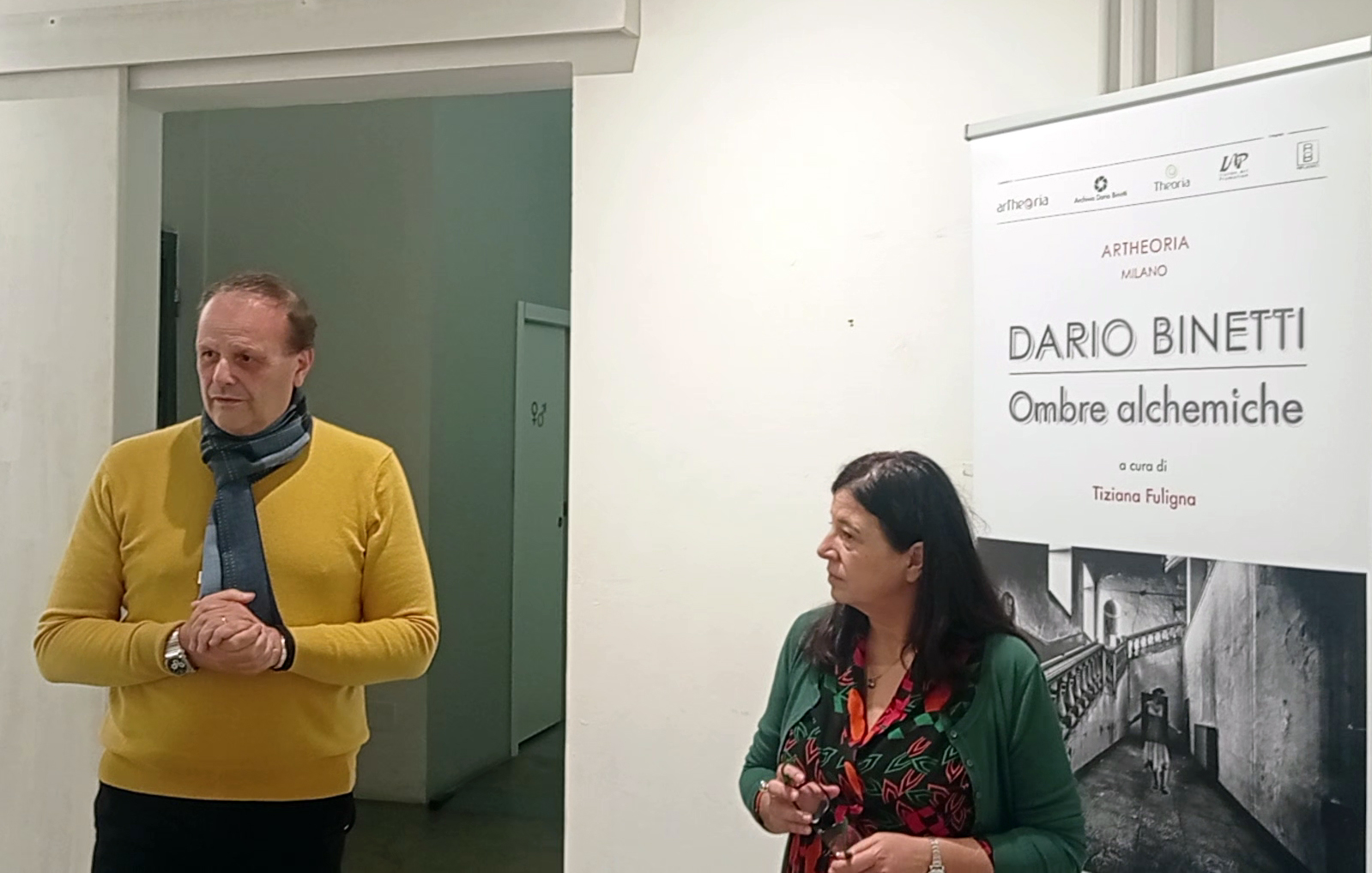
Dario Binetti e la prof. Tiziana Fuligna alla mostra di Milano

Dal 2005 inizia a sviluppare un ciclo fotografico articolato in più fasi dal titolo Io È L’altro, concepito come un'indagine sull’identità, la relazione e il corpo. Il progetto viene esposto in diverse città italiane, tra cui Bari, Manfredonia, Roma, Casamassima, Ascoli Piceno, Londra e Milano. In quest’ambito, Binetti porta avanti un lavoro di "scavo visivo" ed emotivo, unendo alla fotografia tradizionale interventi manuali sui supporti, sovrapposizioni e materiali non convenzionali. Nel 2007 riceve un riconoscimento ufficiale dalla Presidenza della Repubblica Italiana tramite la Federazione Italiana Associazioni Fotografiche (FIAF), per il suo contributo artistico nell’ambito della fotografia contemporanea.
La ricerca di Dario Binetti è stata presentata negli ultimi anni in diverse sedi espositive di rilievo, tra cui la Galleria Bargehouse, presso la Oxo Tower di Londra nel 2021, la Fondazione Giacomo Casanova, a Palazzo Zaguri a Venezia, nel 2023. In seguito, nell’ambito della 60ª Biennale d’Arte di Venezia (2024), viene allestita la mostra Archetipi nell’oblio, una raccolta di opere realizzate a quattro mani con Andrea Benetti, un lavoro incentrato sulla riflessione tra tempo, simboli e memoria. Sempre nel 2024, presenta la personale Ombre alchemiche, presso lo Spazio ArTheoria di Milano e, nello stesso anno, realizza la mostra Tra il visibile e l’invisibile, presso il Palazzo Ducale di Presicce.
Nel 2025, insieme ad Andrea Benetti, ha esposto nelle sale di Palazzo dei Capitani, ad Ascoli Piceno, la mostra Luce nel silenzio, un progetto artistico promosso e patrocinato dal Comune marchigiano.
A partire dagli anni Novanta, parallelamente alla propria attività artistica, Binetti ha svolto un'intensa attività didattica, tenendo corsi e seminari in diverse città italiane. Il suo insegnamento si è focalizzato sulla diffusione delle tecniche della fotografia analogica e digitale, con un’attenzione particolare alla valorizzazione del linguaggio fotografico come strumento espressivo e critico.

## Musei e Collezioni
Le sue opere fanno parte di collezioni pubbliche e private, tra cui:
- Collezione del Museo d'arte contemporanea italiana in America (San Josè - Costa Rica)[27]
- Collezione dell'ARTinGENIO Museum (Pisa - Italia)[28]
- Collezione dell'UNESCO (Bologna - Italia)[29]
- Collezione della Fondazione Giacomo Casanova (Venezia - Italia)[30]